# Leuctra simplex
Leuctra simplex är en bäcksländeart som beskrevs av Zhiltzova 1960. Leuctra simplex ingår i släktet Leuctra och familjen smalbäcksländor. Inga underarter finns listade i Catalogue of Life.